# 张毅 (足球运动员)
张毅（1973年1月4日—），上海人，退役中国足球运动员，凭借技术能力曾经从甲B联赛大顺队转而加盟上海申花，但是身体素质始终不能适应激烈拼抢，从未获得过真正的出场机会。
数年后张毅回到已经改名为航星的原大顺队，不久因伤病退役，当时只有25岁。